# 日本の鉄道駅一覧 や-わ行
| あ | い | う-え   | お        | か    | き | く-け |
| こ | さ | し-しも | しや-しん | す-そ | た | ち-て |
| と | な | に      | ぬ-の     | は    | ひ | ふ-ほ |
| ま | み | む-も   | や-わ行   |       |    |       |

日本の鉄道駅一覧 や-わ行は、日本の鉄道駅のうち、や、ゆ、よ、ら、り、る、れ、ろ、わで始まるものの一覧である。

## や行

### や
- 矢板駅（やいたえき）
- 焼津駅（やいづえき）
- 八色駅（やいろえき）
- 八戸ノ里駅（やえのさとえき）
- 八尾駅（やおえき）
- 八乙女駅（やおとめえき）
- 八尾南駅（やおみなみえき）
- 八家駅（やかえき）
- 谷峨駅（やがえき・東海旅客鉄道御殿場線）
- 矢賀駅（やがえき・西日本旅客鉄道芸備線）
- 矢掛駅（やかげえき）
- 矢加部駅（やかべえき）
- 矢神駅（やがみえき）
- 八川駅（やかわえき）
- 矢川駅（やがわえき）
- 谷河原駅（やがわらえき）
- 八木駅（やぎえき）
- 八木崎駅（やぎさきえき）
- 八木沢駅（やぎさわえき）
- 八木沢・宮古短大駅（やぎさわ・みやこたんだいえき）
- 八木西口駅（やぎにしぐちえき）
- 八木原駅（やぎはらえき）
- 八木山動物公園駅（やぎやまどうぶつこうえんえき）
- 柳生駅（やぎゅうえき）
- 柳生橋駅（やぎゅうばしえき）
- 矢切駅（やぎりえき）
- 薬院駅（やくいんえき）
- 薬院大通駅（やくいんおおどおりえき）
- 薬園台駅（やくえんだいえき）
- 八草駅（やくさえき）
- 薬師堂駅 (秋田県)（やくしどうえき・由利高原鉄道鳥海山ろく線）
- 薬師堂駅 (宮城県)（やくしどうえき・仙台市地下鉄東西線）
- 厄神駅（やくじんえき）
- 矢口渡駅（やぐちのわたしえき）
- やぐま台駅（やぐまだいえき）
- 八雲駅（やくもえき）
- 矢倉駅（やぐらえき）
- 八栗駅（やくりえき）
- 八栗口駅（やくりぐちえき）
- 八栗山上駅（やくりさんじょうえき）
- 八栗新道駅（やくりしんみちえき）
- 八栗登山口駅（やくりとざんぐちえき）
- 焼石駅（やけいしえき）
- 焼島駅（やけじまえき）
- 矢向駅（やこうえき）
- 矢越駅（やごしえき）
- 弥五島駅（やごしまえき）
- 八事駅（やごとえき）
- 八事日赤駅（やごとにっせきえき）
- 谷在家駅（やざいけえき）
- 八坂駅 (東京都)（やさかえき・西武多摩湖線）
- 八坂駅 (岐阜県)（やさかえき・長良川鉄道越美南線）
- 八潮駅（やしおえき）
- 屋島駅（やしまえき・四国旅客鉄道高徳線）
- 矢島駅（やしまえき・由利高原鉄道鳥海山ろく線）
- 野州大塚駅（やしゅうおおつかえき）
- 野州平川駅（やしゅうひらかわえき）
- 野州山辺駅（やしゅうやまべえき）
- 屋代駅（やしろえき）
- 屋代高校前駅（やしろこうこうまええき）
- 矢代田駅（やしろだえき）
- 社町駅（やしろちょうえき）
- 八代通停留場（やしろどおりていりゅうじょう）
- 野洲駅（やすえき・西日本旅客鉄道東海道本線）
- 夜須駅（やすえき・土佐くろしお鉄道阿佐線）
- 安浦駅（やすうらえき）
- 安岡駅（やすおかえき）
- 安来駅（やすぎえき）
- 安国駅（やすくにえき）
- 八頭高校前駅（やずこうこうまええき）
- 安田駅 (新潟県)（やすだえき・東日本旅客鉄道信越本線）
- 安田駅 (高知県)（やすだえき・土佐くろしお鉄道阿佐線）
- 安武駅（やすたけえき）
- 安塚駅（やすづかえき）
- 安野屋停留場（やすのやていりゅうじょう）
- 安東駅（やすひがしえき）
- 八瀬比叡山口駅（やせひえいざんぐちえき）
- 八十場駅（やそばえき）
- 矢田駅 (大阪府)（やたえき・近鉄南大阪線）
- 矢田駅 (愛知県)（やだえき・名鉄瀬戸線）
- 谷田川駅（やたがわえき）
- 矢岳駅（やたけえき）
- 矢田前駅（やだまええき）
- 谷地頭停留場（やちがしらていりゅうじょう）
- 八千穂駅（やちほえき）
- 八街駅（やちまたえき）
- 八千代台駅（やちよだいえき）
- 八千代中央駅（やちよちゅうおうえき）
- 八千代町停留場（やちよまちていりゅうじょう）
- 八千代緑が丘駅（やちよみどりがおかえき）
- 八津駅（やつえき・秋田内陸縦貫鉄道秋田内陸線）
- 谷津駅（やつえき・京成本線）
- 谷塚駅（やつかえき）
- 八次駅（やつぎえき）
- 八ツ島駅（やつしまえき）
- 八代駅（やつしろえき）
- 八積駅（やつみえき）
- 弥富駅（やとみえき）
- 柳井駅（やないえき）
- 柳津駅 (宮城県)（やないづえき・東日本旅客鉄道気仙沼線）
- 柳津駅 (岐阜県)（やないづえき・名鉄竹鼻線）
- 柳井港駅（やないみなとえき）
- 柳川停留場（やながわていりゅうじょう・岡山電気軌道東山本線・清輝橋線）
- 梁川駅 (福島県)（やながわえき・阿武隈急行線）
- 梁川駅 (山梨県)（やながわえき・東日本旅客鉄道中央本線）
- やながわ希望の森公園前駅（やながわきぼうのもりこうえんまええき）
- 柳駅（やなぎえき）
- 柳ケ浦駅（やなぎがうらえき）
- 柳小路駅（やなぎこうじえき）
- 柳田駅（やなぎたえき）
- 柳橋駅（やなぎばしえき）
- 柳原駅 (岩手県)（やなぎはらえき・東日本旅客鉄道北上線）
- 柳原駅 (長野県)（やなぎはらえき・長野電鉄長野線）
- 柳原駅 (愛媛県)（やなぎはらえき・四国旅客鉄道予讃線）
- 柳本駅（やなぎもとえき）
- 梁瀬駅（やなせえき）
- 柳瀬駅（やなぜえき）
- 柳瀬川駅（やなせがわえき）
- 簗場駅（やなばえき）
- 矢野駅（やのえき）
- 矢野口駅（やのくちえき）
- 矢作駅（やはぎえき）
- 矢作橋駅（やはぎばしえき）
- 八柱駅（やばしらえき）
- 八橋駅（やばせえき）
- 八幡駅 (福岡県)（やはたえき・九州旅客鉄道鹿児島本線）
- 矢場町駅（やばちょうえき）
- 矢幅駅（やはばえき）
- 矢原駅（やばらえき）
- 弥彦駅（やひこえき）
- 八広駅（やひろえき）
- 養父駅（やぶえき）
- 藪神駅（やぶかみえき）
- 矢吹駅（やぶきえき）
- 藪塚駅（やぶづかえき）
- 藪原駅（やぶはらえき）
- 矢部駅（やべえき）
- 谷保駅（やほえき）
- 山岡駅（やまおかえき）
- 山家駅（やまがえき）
- 山形駅（やまがたえき）
- 山方宿駅（やまがたじゅくえき）
- 山川駅（やまかわえき）
- 山河内駅（やまがわちえき）
- 山岸駅（やまぎしえき）
- 山北駅（やまきたえき）
- 山口駅 (愛知県)（やまぐちえき・愛知環状鉄道線）
- 山口駅 (山口県)（やまぐちえき・西日本旅客鉄道山口線）
- 山口団地駅（やまぐちだんちえき）
- 山隈駅（やまぐまえき）
- 山越駅（やまこしえき）
- 山崎駅 (北海道)（やまさきえき・北海道旅客鉄道函館本線）
- 山崎駅 (愛知県)（やまざきえき・名古屋鉄道尾西線）
- 山崎駅 (京都府)（やまざきえき・西日本旅客鉄道東海道本線）
- 山郷駅（やまさとえき）
- 山下駅 (宮城県)（やましたえき・東日本旅客鉄道常磐線）
- 山下駅 (東京都)（やましたえき・東急世田谷線）
- 山下駅 (兵庫県)（やましたえき・能勢電鉄妙見線・日生線）
- 山科駅（やましなえき）
- 山城駅（やまじょうえき）
- 山城青谷駅（やましろあおだにえき）
- 山城多賀駅（やましろたがえき）
- 山瀬駅（やませえき）
- 山田駅 (東京都)（やまだえき・京王高尾線）
- 山田駅 (岐阜県)（やまだえき・長良川鉄道越美南線）
- 山田駅 (大阪府)（やまだえき・阪急千里線・大阪高速鉄道大阪モノレール線）
- 山田上口駅（やまだかみぐちえき）
- 山田川駅（やまだがわえき）
- 山谷駅（やまだにえき）
- 山田西町駅（やまだにしまちえき）
- 矢祭山駅（やまつりやまえき）
- 山手駅（やまてえき）
- 山寺駅（やまでらえき）
- 大和駅 (茨城県)（やまとえき・東日本旅客鉄道水戸線）
- 大和駅 (神奈川県)（やまとえき・小田急江ノ島線・相鉄本線）
- 山都駅（やまとえき・東日本旅客鉄道磐越西線）
- 大和朝倉駅（やまとあさくらえき）
- 大和上市駅（やまとかみいちえき）
- 大和川停留場（やまとがわていりゅうじょう）
- 大和小泉駅（やまとこいずみえき）
- 大和西大寺駅（やまとさいだいじえき）
- 大和新庄駅（やまとしんじょうえき）
- 大和高田駅（やまとたかだえき）
- 大和二見駅（やまとふたみえき）
- 大和八木駅（やまとやぎえき）
- 山名駅（やまなえき）
- 山中渓駅（やまなかだにえき）
- 山梨市駅（やまなししえき）
- 山西駅（やまにしえき）
- 山ノ内駅 (京都府)（やまのうちえき・京福電気鉄道嵐山本線）
- 山ノ内駅 (広島県)（やまのうちえき・西日本旅客鉄道芸備線）
- 山之口駅（やまのくちえき）
- 山の田駅（やまのたえき）
- 山の街駅（やまのまちえき）
- 山ノ目駅（やまのめえき）
- 山鼻9条停留場（やまはなくじょうていりゅうじょう）
- 山鼻19条停留場（やまはなじゅうくじょうていりゅうじょう）
- 山吹駅（やまぶきえき）
- 山前駅（やままええき）
- 山本駅 (兵庫県)（やまもとえき・阪急宝塚本線）
- 山本駅 (佐賀県)（やまもとえき・九州旅客鉄道筑肥線・唐津線）
- 止別駅（やむべつえき）
- 谷村町駅（やむらまちえき）
- 矢本駅（やもとえき）
- 弥生駅（やよいえき）
- 弥生が丘駅（やよいがおかえき）
- 弥生台駅（やよいだいえき）
- 鑓見内駅（やりみないえき）
- 八幡駅 (愛知県)（やわたえき・名古屋鉄道豊川線）
- 八幡宿駅（やわたじゅくえき）
- 八幡新田駅（やわたしんでんえき）
- 八幡浜駅（やわたはまえき）

### ゆ
- 湯浅駅（ゆあさえき）
- 由比駅（ゆいえき）
- 由比ヶ浜駅（ゆいがはまえき）
- ゆいの杜中央停留場（ゆいのもりちゅうおうていりゅうじょう）
- ゆいの杜西停留場（ゆいのもりにしていりゅうじょう）
- ゆいの杜東停留場（ゆいのもりひがしていりゅうじょう）
- 由宇駅（ゆうえき）
- ユーカリが丘駅（ユーカリがおかえき）
- 結城駅（ゆうきえき）
- 結崎駅（ゆうざきえき）
- 勇知駅（ゆうちえき）
- 祐天寺駅（ゆうてんじえき）
- 夕日ヶ浦木津温泉駅（ゆうひがうらきつおんせんえき）
- 有備館駅（ゆうびかんえき）
- 郵便局前停留場（ゆうびんきょくまえていりゅうじょう）
- 勇払駅（ゆうふつえき）
- 有楽町駅（ゆうらくちょうえき）
- 湯江駅（ゆええき）
- 行波駅（ゆかばえき）
- 湯川駅（ゆかわえき）
- 湯河原駅（ゆがわらえき）
- 油木駅（ゆきえき・西日本旅客鉄道木次線）
- 由岐駅（ゆきえき・四国旅客鉄道牟岐線）
- 雪が谷大塚駅（ゆきがやおおつかえき）
- 行橋駅（ゆくはしえき）
- 弓削駅（ゆげえき）
- 遊佐駅（ゆざえき）
- 湯里駅（ゆさとえき）
- 湯沢駅（ゆざわえき）
- 油島駅（ゆしまえき・東日本旅客鉄道東北本線）
- 湯島駅（ゆしまえき・東京地下鉄千代田線）
- 柚須駅（ゆすえき）
- 油須原駅（ゆすばるえき）
- 湯瀬温泉駅（ゆぜおんせんえき）
- 湯田温泉駅（ゆだおんせんえき）
- ゆだ錦秋湖駅（ゆだきんしゅうこえき）
- ゆだ高原駅（ゆだこうげんえき）
- 湯田中駅（ゆだなかえき）
- 湯玉駅（ゆたまえき）
- 湯田村駅（ゆだむらえき）
- 由仁駅（ゆにえき）
- 湯西川温泉駅（ゆにしがわおんせんえき）
- ユニバーサルシティ駅
- 湯野駅（ゆのえき）
- 湯浦駅（ゆのうらえき）
- 湯尾駅（ゆのおえき）
- 湯野上温泉駅（ゆのかみおんせんえき）
- 湯の川停留場（ゆのかわていりゅうじょう）
- 湯の川温泉停留場（ゆのかわおんせんていりゅうじょう）
- 柚木駅 (静岡県富士市)（ゆのきえき・東海旅客鉄道身延線）
- 柚木駅 (静岡市)（ゆのきえき・静岡鉄道静岡清水線）
- 温泉津駅（ゆのつえき）
- 湯ノ峠駅（ゆのとうえき）
- 湯平駅（ゆのひらえき）
- 湯の洞温泉口駅（ゆのほらおんせんぐちえき）
- 湯前駅（ゆのまええき）
- 湯之元駅（ゆのもとえき）
- 湯の山温泉駅（ゆのやまおんせんえき・近畿日本鉄道湯の山線）
- 湯檜曽駅（ゆびそえき）
- 由布院駅（ゆふいんえき）
- 弓ケ浜駅（ゆみがはまえき）
- ゆめが丘駅（ゆめがおかえき）
- 夢前川駅（ゆめさきがわえき）
- 夢洲駅（ゆめしまえき）
- ゆめみ野駅（ゆめみのえき）
- 湯本駅（ゆもとえき）
- 湯谷温泉駅（ゆやおんせんえき）
- 由良駅（ゆらえき）
- 百合ヶ丘駅（ゆりがおかえき）
- 百合が原駅（ゆりがはらえき）

### よ
- 夜明駅（よあけえき）
- 余市駅（よいちえき）
- 八鹿駅（ようかえき）
- 用賀駅（ようがえき）
- 八日市駅（ようかいちえき）
- 八日市場駅（ようかいちばえき）
- 遙堪駅（ようかんえき）
- 余戸駅（ようごえき）
- 洋光台駅（ようこうだいえき）
- 暘谷駅（ようこくえき）
- 養鱒公園駅（ようそんこうえんえき）
- 用土駅（ようどえき）
- 陽東3丁目停留場（ようとうさんちょうめていりゅうじょう）
- 養老駅（ようろうえき）
- 養老渓谷駅（ようろうけいこくえき）
- 余呉駅（よごえき）
- 横磯駅（よこいそえき）
- 横江駅（よこええき）
- 横尾駅（よこおえき）
- 横川駅 (群馬県)（よこかわえき・東日本旅客鉄道信越本線）
- 横川駅 (広島県)（よこがわえき・西日本旅客鉄道山陽本線）
- 横川一丁目停留場（よこがわいっちょうめていりゅうじょう）
- 横川駅停留場（よこがわえきていりゅうじょう）
- 横川目駅（よこかわめえき）
- 横河原駅（よこがわらえき）
- 横倉駅 (宮城県)（よこくらえき・阿武隈急行線）
- 横倉駅 (長野県)（よこくらえき・東日本旅客鉄道飯山線）
- 横芝駅（よこしばえき）
- 横須賀駅（よこすかえき）
- 横須賀中央駅（よこすかちゅうおうえき）
- 横瀬駅（よこぜえき）
- 横田駅（よこたえき）
- 横堤駅（よこづつみえき）
- 横手駅（よこてえき）
- 横浜駅（よこはまえき）
- 横浜羽沢駅（よこはまはざわえき）
- 横浜本牧駅（よこはまほんもくえき）
- 横堀駅（よこぼりえき）
- 横間駅（よこまえき）
- 横屋駅（よこやえき）
- 横山駅 (石川県)（よこやまえき・西日本旅客鉄道七尾線）
- 横山駅 (兵庫県)（よこやまえき・神戸電鉄三田線・公園都市線）
- 与謝野駅（よさのえき）
- 吉井駅 (群馬県)（よしいえき・上信電鉄上信線）
- 吉井駅 (長崎県)（よしいえき・松浦鉄道西九州線）
- 葭池温泉前駅（よしいけおんせんまええき）
- 吉浦駅（よしうらえき）
- 吉尾駅（よしおえき）
- よしかわ駅（土佐くろしお鉄道阿佐線）
- 吉川駅（よしかわえき・東日本旅客鉄道武蔵野線）
- 良川駅（よしかわえき・西日本旅客鉄道七尾線）
- 葭川公園駅（よしかわこうえんえき）
- 吉川美南駅（よしかわみなみえき）
- 吉沢駅（よしざわえき）
- 吉田駅 (大阪府)（よしたえき・近鉄けいはんな線）
- 吉田駅 (新潟県)（よしだえき・東日本旅客鉄道越後線）
- 吉田口駅（よしだぐちえき）
- 吉塚駅（よしづかえき）
- 吉富駅 (京都府)（よしとみえき・西日本旅客鉄道山陰本線）
- 吉富駅 (福岡県)（よしとみえき・九州旅客鉄道日豊本線）
- 吉名駅（よしなえき）
- 吉永駅（よしながえき）
- 吉成駅（よしなりえき）
- 吉野駅 (奈良県)（よしのえき・近鉄吉野線）
- 吉野駅 (福岡県)（よしのえき・九州旅客鉄道鹿児島本線）
- 吉野ケ里公園駅（よしのがりこうえんえき）
- 吉野口駅（よしのぐちえき）
- 吉野神宮駅（よしのじんぐうえき）
- 吉野町駅（よしのちょうえき）
- 吉野原駅（よしのはらえき）
- 吉野生駅（よしのぶえき）
- 吉浜駅 (岩手県)（よしはまえき・三陸鉄道リアス線）
- 吉浜駅 (愛知県)（よしはまえき・名古屋鉄道三河線）
- 吉久停留場（よしひさていりゅうじょう）
- 吉松駅（よしまつえき）
- 吉見駅（よしみえき）
- 吉水駅（よしみずえき）
- 吉見ノ里駅（よしみのさとえき）
- 吉原駅（よしわらえき）
- 吉原本町駅（よしわらほんちょうえき）
- 四日市駅（よっかいちえき）
- 四街道駅（よつかいどうえき）
- 四ツ木駅（よつぎえき）
- 四ツ倉駅（よつくらえき）
- 四ツ小屋駅（よつごやえき）
- 四辻駅（よつつじえき）
- 四ツ橋駅（よつばしえき）
- 四ツ谷駅（よつやえき）
- 四谷三丁目駅（よつやさんちょうめえき）
- 淀駅（よどえき）
- 淀江駅（よどええき）
- 淀川駅（よどがわえき）
- 淀屋橋駅（よどやばしえき）
- 米内沢駅（よないざわえき）
- 米子駅（よなごえき）
- 米子空港駅（よなごくうこうえき）
- 米川駅（よねかわえき）
- 米沢駅（よねざわえき）
- 米島口停留場（よねじまぐちていりゅうじょう）
- 米津駅（よねづえき）
- 米山駅（よねやまえき）
- 与野駅（よのえき）
- 与野本町駅（よのほんまちえき）
- 夜ノ森駅（よのもりえき）
- 呼続駅（よびつぎえき）
- 呼人駅（よびとえき）
- 呼野駅（よぶのえき）
- 余部駅（よべえき）
- 夜間瀬駅（よませえき）
- 読売ランド前駅（よみうりランドまええき）
- 蓬田駅（よもぎたえき）
- 代々木駅（よよぎえき）
- 代々木上原駅（よよぎうえはらえき）
- 代々木公園駅（よよぎこうえんえき）
- 代々木八幡駅（よよぎはちまんえき）
- 寄居駅（よりいえき）
- 寄畑駅（よりはたえき）
- 鎧駅（よろいえき）
- 榎原駅（よわらえき）

## ら行

### ら
- 来迎寺駅（らいこうじえき）
- 礼拝駅（らいはいえき）
- 洛西口駅（らくさいぐちえき）
- 楽々園駅（らくらくえんえき）
- ラベンダー畑駅（ラベンダーばたけえき・臨時）
- 蘭越駅（らんこしえき）
- 蘭島駅（らんしまえき）
- 嵐電嵯峨駅（らんでんさがえき）
- 嵐電天神川駅（らんでんてんじんがわえき）
- 蘭留駅（らんるえき）

### り
- 陸前赤井駅（りくぜんあかいえき）
- 陸前赤崎駅（りくぜんあかさきえき）
- 陸前稲井駅（りくぜんいないえき）
- 陸前大塚駅（りくぜんおおつかえき）
- 陸前落合駅（りくぜんおちあいえき）
- 陸前小野駅（りくぜんおのえき）
- 陸前山王駅（りくぜんさんのうえき）
- 陸前白沢駅（りくぜんしらさわえき）
- 陸前高砂駅（りくぜんたかさごえき）
- 陸前富山駅（りくぜんとみやまえき）
- 陸前豊里駅（りくぜんとよさとえき）
- 陸前浜田駅（りくぜんはまだえき）
- 陸前原ノ町駅（りくぜんはらのまちえき）
- 陸前谷地駅（りくぜんやちえき）
- 陸前山下駅（りくぜんやましたえき）
- 陸中宇部駅（りくちゅううべえき）
- 陸中大里駅（りくちゅうおおさとえき）
- 陸中大橋駅（りくちゅうおおはしえき）
- 陸中折居駅（りくちゅうおりいえき）
- 陸中川井駅（りくちゅうかわいえき）
- 陸中門崎駅（りくちゅうかんざきえき）
- 陸中中野駅（りくちゅうなかのえき）
- 陸中夏井駅（りくちゅうなついえき）
- 陸中野田駅（りくちゅうのだえき）
- 陸中松川駅（りくちゅうまつかわえき）
- 陸中八木駅（りくちゅうやぎえき）
- 陸中山田駅（りくちゅうやまだえき）
- リゾートゲートウェイ・ステーション駅
- 栗東駅（りっとうえき）
- 栗林駅（りつりんえき）
- 栗林公園駅（りつりんこうえんえき）
- 栗林公園北口駅（りつりんこうえんきたぐちえき）
- 利府駅（りふえき）
- 竜王駅（りゅうおうえき）
- 龍王峡駅（りゅうおうきょうえき）
- 竜ヶ崎駅（りゅうがさきえき）
- 龍ケ崎市駅（りゅうがさきしえき）
- 竜ケ水駅（りゅうがみずえき）
- 龍谷大前深草駅（りゅうこくだいまえふかくさえき）
- 龍谷富山高校前（永楽町）停留場（りゅうこくとやまこうこうまえ（えいらくちょう）ていりゅうじょう）
- 流通センター駅（りゅうつうセンターえき）
- 竜舞駅（りゅうまいえき）
- 龍安寺駅（りょうあんじえき）
- 両石駅（りょういしえき）
- 両国駅（りょうごくえき）
- 領石通停留場（りょうせきどおりていりゅうじょう）
- 綾里駅（りょうりえき）
- 緑園都市駅（りょくえんとしえき）
- 緑地公園駅（りょくちこうえんえき）
- 林間田園都市駅（りんかんでんえんとしえき）
- りんくうタウン駅
- りんくう常滑駅（りんくうとこなめえき）
- 梨郷駅（りんごうえき）

### る
- 留辺蘂駅（るべしべえき）

### れ
- 霊丘公園体育館駅（れいきゅうこうえんたいいくかんえき）
- 令和コスタ行橋駅（れいわこすたゆくはしえき）
- 礼文駅（れぶんえき）
- 蓮花寺駅（れんげじえき）
- 蓮台寺駅（れんだいじえき）
- 連坊駅（れんぼうえき）

### ろ
- ロイズタウン駅
- ロープウェイ入口停留場（ロープウェイいりぐちていりゅうじょう）
- 芦花公園駅（ろかこうえんえき）
- 鹿王院駅（ろくおういんえき）
- 六合駅（ろくごうえき）
- 六郷土手駅（ろくごうどてえき）
- 六地蔵駅（ろくじぞうえき・京阪宇治線）
- 六地蔵駅（ろくじぞうえき・西日本旅客鉄道奈良線・京都市営地下鉄東西線）
- 六条駅（ろくじょうえき）
- 六反地駅（ろくたんじえき）
- 六町駅（ろくちょうえき）
- 六丁の目駅（ろくちょうのめえき）
- 六渡寺駅（ろくどうじえき）
- 六原駅（ろくはらえき）
- 六番町駅（ろくばんちょうえき）
- 六万寺駅（ろくまんじえき）
- 六輪駅（ろくわえき）
- 六軒駅 (岐阜県)（ろっけんえき・名古屋鉄道各務原線）
- 六軒駅 (三重県)（ろっけんえき・東海旅客鉄道紀勢本線）
- 六甲駅（ろっこうえき）
- 六甲ケーブル下駅（ろっこうケーブルしたえき）
- 六甲山上駅（ろっこうさんじょうえき）
- 六甲道駅（ろっこうみちえき）
- 六本木駅（ろっぽんぎえき）
- 六本木一丁目駅（ろっぽんぎいっちょうめえき）
- 六本松駅（ろっぽんまつえき）

## わ行

### わ
- YRP野比駅（わいあーるぴーのびえき）
- 若井駅（わかいえき）
- 若江岩田駅（わかえいわたえき）
- 若栗駅（わかぐりえき）
- 若桜駅（わかさえき）
- 若狭有田駅（わかさありたえき）
- 若狭高浜駅（わかさたかはまえき）
- 若狭本郷駅（わかさほんごうえき）
- 若狭和田駅（わかさわだえき）
- 和賀仙人駅（わかせんにんえき）
- 若葉駅（わかばえき）
- 若葉台駅（わかばだいえき）
- 若葉町停留場（わかばまちていりゅうじょう）
- 若林駅 (東京都)（わかばやしえき・東急世田谷線）
- 若林駅 (愛知県)（わかばやしえき・名古屋鉄道三河線）
- 若松駅（わかまつえき）
- 若松河田駅（わかまつかわだえき）
- 若宮駅（わかみやえき）
- 和歌山駅（わかやまえき）
- 和歌山港駅（わかやまこうえき）
- 和歌山市駅（わかやましえき）
- 和歌山大学前駅（わかやまだいがくまええき）
- 和木駅（わきえき）
- 掖上駅（わきがみえき）
- 脇田停留場（わきだていりゅうじょう）
- 脇本駅（わきもとえき）
- 涌谷駅（わくやえき）
- 和倉温泉駅（わくらおんせんえき）
- 和気駅（わけえき）
- 和光市駅（わこうしえき）
- 和佐駅（わさえき）
- 和食駅（わじきえき）
- 鷲津駅（わしづえき）
- 鷲塚針原駅（わしづかはりばらえき）
- 鷲宮駅（わしのみやえき）
- 鷲別駅（わしべつえき）
- 和白駅（わじろえき）
- 早稲田駅（わせだえき・東京地下鉄東西線）
- 早稲田停留場（わせだていりゅうじょう・都電荒川線）
- 和田駅（わだえき）
- 和田浦駅（わだうらえき）
- 和田河原駅（わだがはらえき）
- 渡瀬駅 (福岡県)（わたぜえき・九州旅客鉄道鹿児島本線）
- 和多田駅（わただえき）
- 和田塚駅（わだづかえき）
- 渡辺通駅（わたなべどおりえき）
- 渡辺橋駅（わたなべばしえき）
- 渡波駅（わたのはえき）
- 和田浜駅（わだはまえき）
- 和田町駅（わだまちえき）
- 和田岬駅（わだみさきえき）
- 和田山駅（わだやまえき）
- 渡瀬駅 (群馬県)（わたらせえき・東武佐野線）
- 渡駅（わたりえき・九州旅客鉄道肥薩線）
- 亘理駅（わたりえき・東日本旅客鉄道常磐線）
- 渡川駅（わたりがわえき）
- 和知駅（わちえき）
- 稚内駅（わっかないえき）
- 和寒駅（わっさむえき）
- 和戸駅（わどえき）
- 和銅黒谷駅（わどうくろやえき）
- 和邇駅（わにえき）
- 輪西駅（わにしえき）
- 和深駅（わぶかえき）
- 和渕駅（わぶちえき）
- 蕨駅（わらびえき）
- 割出駅（わりだしえき）